# Văn Phong, An Dương (Hà Nam)
Văn Phong (chữ Hán giản thể: 文峰区, Hán Việt: Văn Phong khu) là một quận thuộc địa cấp thị An Dương (chữ Hán giản thể: 安阳市), tỉnh Hà Nam, Cộng hòa Nhân dân Trung Hoa. Quận Bắc Quan có diện tích 179 km2, dân số năm 2002 là 340.000 người, mã số bưu chính là 455000. Quận lỵ đóng ở đại lộ Văn Minh.
Quận này được chia ra thành các đơn vị hành chính gồm 13 nhai đạo: Điềm Thủy Tỉnh, Đầu Nhị Tam, Đông Đại Nhai, Đông Quan, Nam Quan, Tây Quan, Tây Đại Nhai, Sài Si Đại Đạo, Trung Hoa Lộ, Vĩnh Minh Lộ, Quang Hoa và Bắc Đại Nhai; 1 trấn Bảo Liên Tự và 1 hương Cao Trang.